# Conferència d'Accra
La Conferència d'Accra va ser la primera conferència d'estats independents de l'Àfrica. Es va celebrar a Ghana entre el 15 i el 22 d'abril de 1958 amb la presència de huit dels nous estats africans independents aleshores, Líbia, Marroc, Sudan, Tunísia, la República Àrab Unida, Etiòpia, Ghana i Libèria.
Es van condemnar el colonialisme i el racisme, es va reafirmar el principi de cooperació econòmica i cultural africana i hi foren ratificats unànimement els principis de la conferència de Bandung del 1955.